# 트로이츠키 행정구

트로이츠키 행정구의 위치

트로이츠키 행정구(러시아어: Троицкий административный округ)는 모스크바의 행정구이다. 2012년 7월 1일 설치되었다.